# Langstraße (Tallinn)

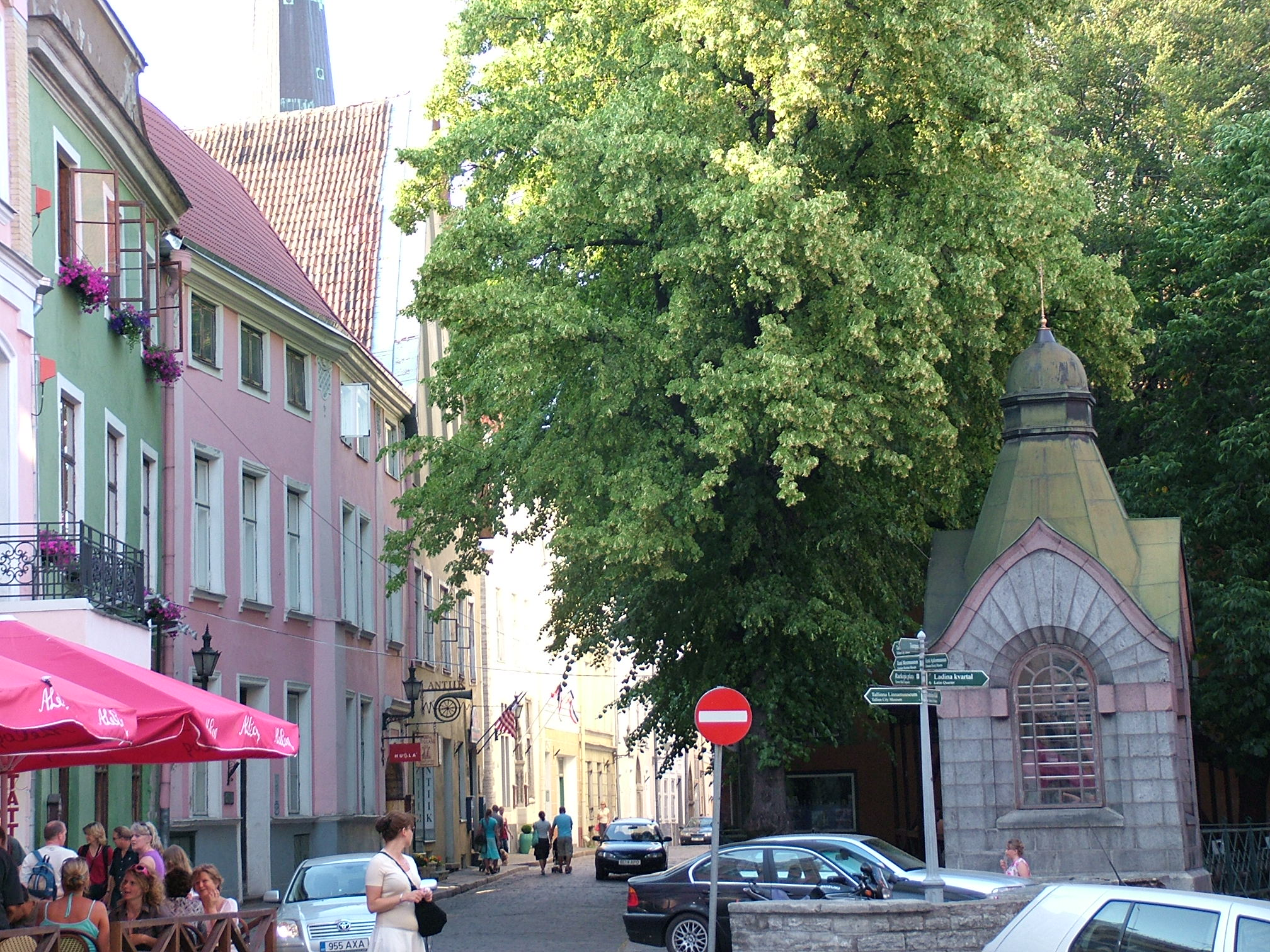
Langstraße, rechts der Grüne Markt samt Kapelle

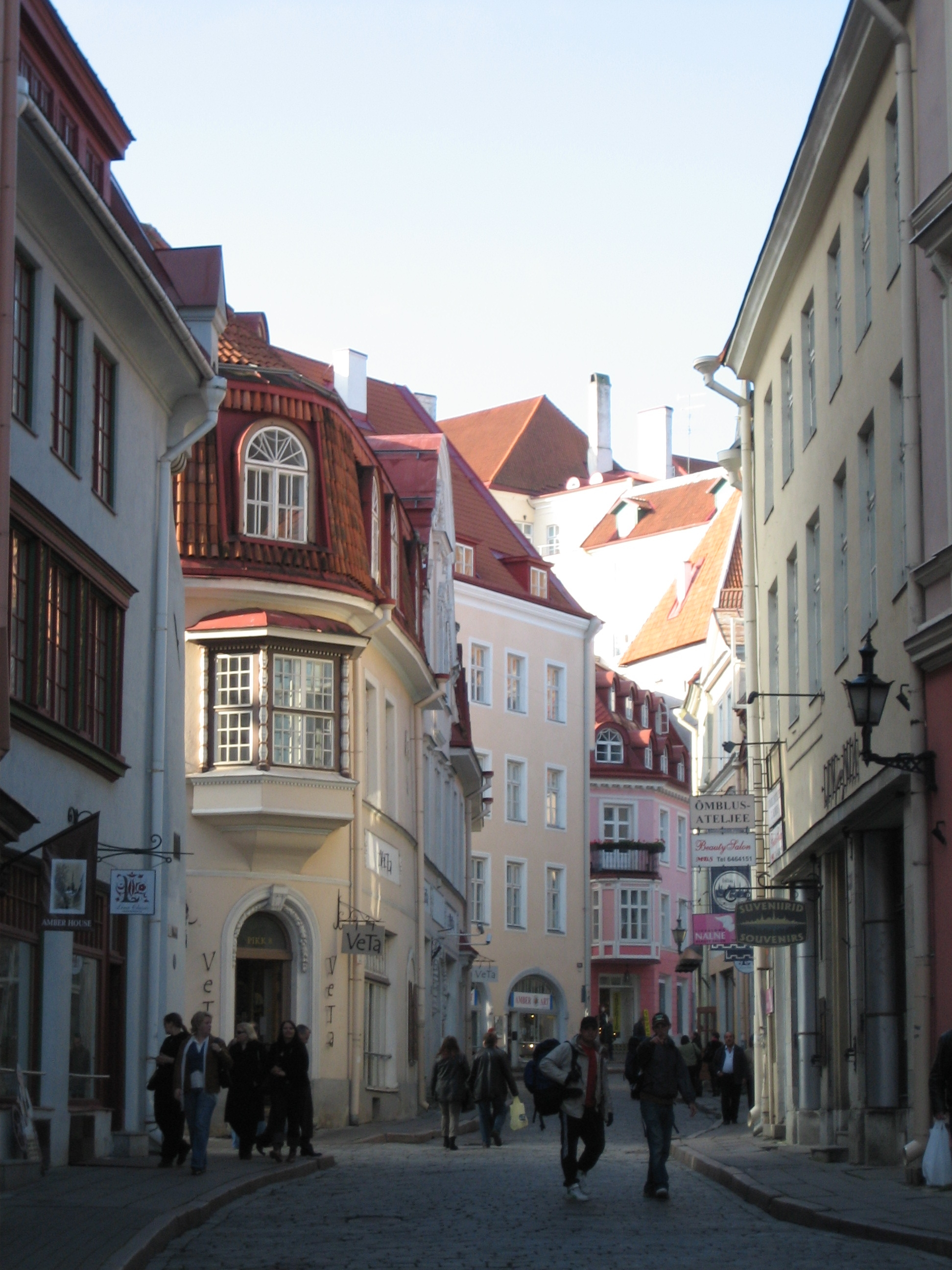
Langstraße

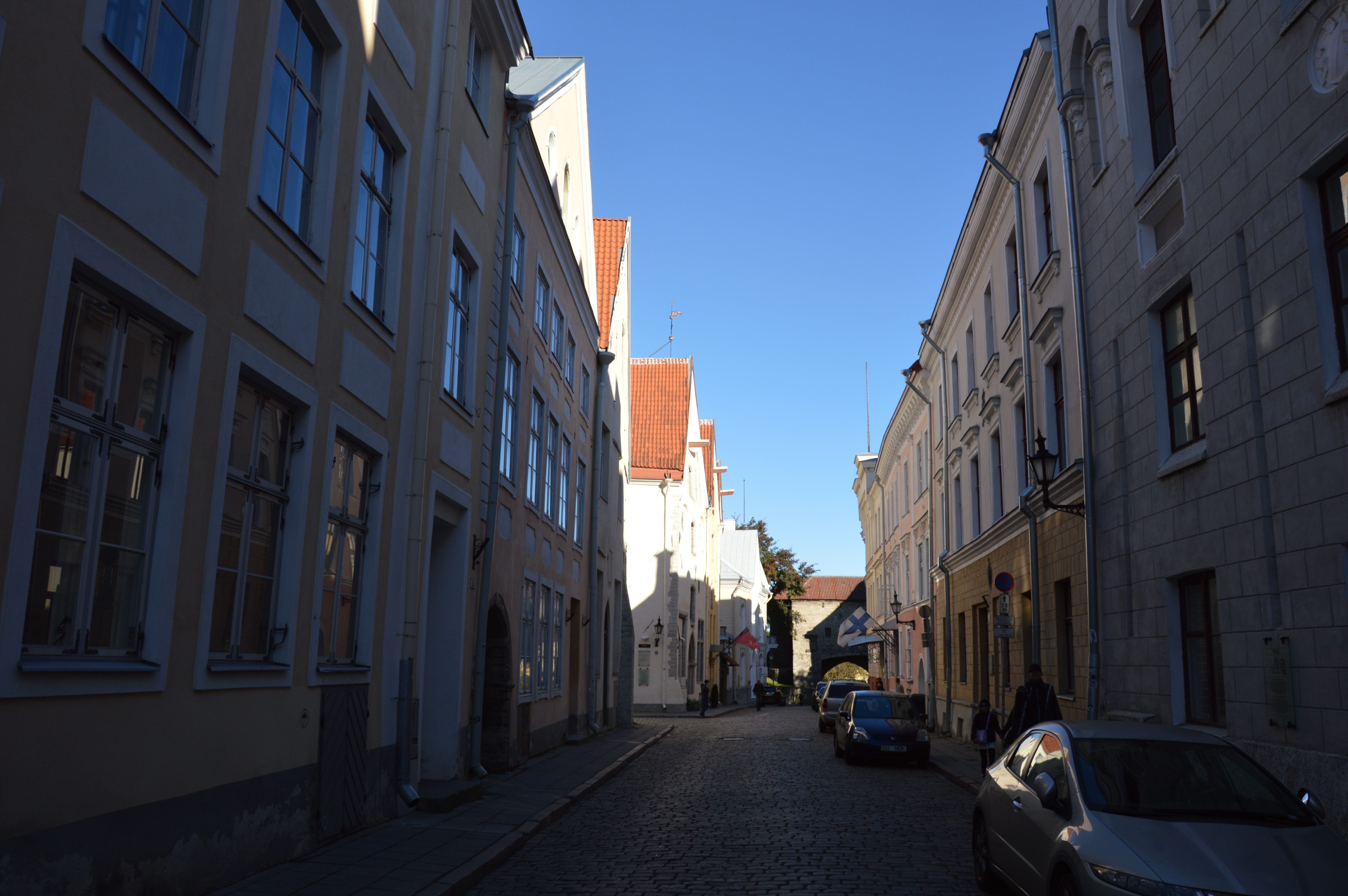
Blick nach Norden in Richtung Große Strandpforte

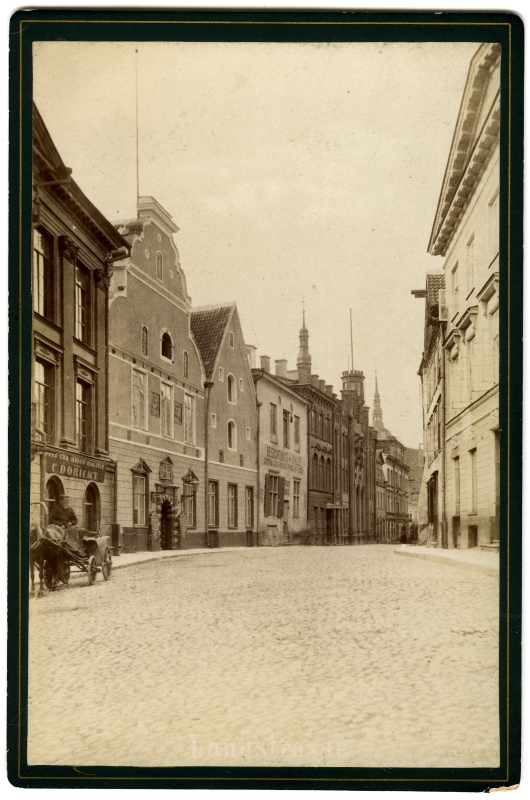
Langstraße um 1885

Die Langstraße (estnisch Pikk tänav) ist eine Straße in der estnischen Hauptstadt Tallinn (deutsch Reval).

## Verlauf
Sie verläuft von der im Norden befindlichen Großen Strandpforte in südlicher/südwestlicher Richtung durch die Revaler Altstadt. Die Langstraße führt nördlich in der Nähe des Rathausplatzes (estnisch: Raekoja plats) vorbei und geht dann in den Langen Domberg (Pikk jalg) über, der dann nach Südwesten weiter auf den Domberg führt.

## Geschichte und Gebäude
Die Langstraße ist eine der ältesten Straßen in Reval und diente als Verbindungsweg zwischen dem Hafen im Norden durch die Altstadt zum Domberg. Die im Hafen angelandeten Waren wurden über diese Straße auch zu den Packhäusern bzw. zum Markt gebracht. Der Straßenname ist schon aus dem 14. Jahrhundert belegt.
Entlang der Langstraße wurden die Gildehäuser errichtet, so das Haus der Großen Gilde (Nummer 17), das Haus der Kanut-Gilde (Nummer 20), das Haus der Olai-Gilde (Nummer 24) und das Schwarzhäupterhaus (Nummer 26). Bemerkenswert sind auch die als Drei Schwestern (Nummer 71) bekannten, heute als Hotel genutzten, historischen Kaufmannshäuser, am nördlichen Ende der Langstraße. Hier befindet sich auch das zur Revaler Stadtbefestigung gehörende Stadttor Große Strandpforte, der Kanonenturm Dicke Margarethe sowie das dort untergebrachte Estnische Seefahrtsmuseum.
Weitere wichtige Gebäude entlang der Straße sind die schwedische Botschaft (Nummer 28) und die russische Botschaft (Nummer 19). In der Hausnummer 59 an der Ecke zur Bäckerstraße (Pagari) befand sich in der Zeit der Sowjetunion das regionale Hauptquartier des KGB.
Etwa mittig im Straßenverlauf befindet sich der ehemals als ein Markt, heute als Grünanlage genutzte Grüne Markt samt der kleinen Russisch-Orthodoxe Kapelle am Grünen Markt. Gegenüber dem Haus der Großen Gilde mündet an der dort befindlichen Heiliggeistkirche die bekannte Gasse Weckengang ein.
In der Hausnummer 16 befindet sich mit dem seit 1864 bestehenden Café Maiasmokk das älteste erhaltene Café Revals.